# 청주 동화사 삼층석탑
청주 동화사 삼층석탑은 충청북도 청주시 서원구 남이면, 서원사에 있는 삼층석탑이다. 2015년 4월 17일 청주시의 향토유적 제53호로 지정되었다.

## 개요
청주지역에서 희귀한 고려시대 석탑으로 당시 불교문화를 연구하는데 중요한 자료이다.